# Cheumatopsyche pettiti
Cheumatopsyche pettiti är en nattsländeart som beskrevs av Banks 1908. Cheumatopsyche pettiti ingår i släktet Cheumatopsyche och familjen ryssjenattsländor. Inga underarter finns listade i Catalogue of Life.